# NGC 3099B
NGC 3099B is een compact sterrenstelsel in het sterrenbeeld Kleine Leeuw. Het hemelobject werd op 7 december 1785 ontdekt door de Duits-Britse astronoom William Herschel.

## Synoniemen
- MCG 6-22-58
- PGC 29088